# 韦廉臣
韦廉臣（Alexander Williamson，1829年12月5日—1890年8月28日）是一名苏格兰来华传教士，最初由伦敦会派遣来华，以学术研究、翻译工作和创建同文书会著称。他是李提摩太的前任。

## 在華传教经历
1829年12月5日，韦廉臣出生在苏格兰Falkirk。他是七兄弟中的长子。年轻时任职于一个大型商业机构，后来为了到中国传教進入蘇格蘭格拉斯哥大學讀書，獲法學和神學學位後，於1855年被倫敦宣道會按立為牧師，並接受倫敦會之差派，偕夫人伊莉莎白(Isabelle)一道來華宣教，於1855年9月24日抵達山東煙臺，成為最早到達煙臺的基督教傳教士。
韋廉臣夫婦在煙臺以西的通伸村購買了13畝土地，建造了一座英式教堂和住所，除開荒佈道外，還在煙臺市和通伸村各建一所醫院，並開辦學校，成為煙臺現代醫療與文化事業的開端。韋廉臣常常騎馬到煙臺附近城鄉傳道，因其滿口鬍鬚，人皆呼他為"韋大鬍子"。韋廉臣夫人在煙臺為窮苦女孩子開辦了一所女校，招女生30餘人，由教會提供食宿。韋夫人待這些女孩愛如己出，她為人又極和善，每遇窮人，必行周濟；每遇孤兒寡婦，必施以援手。故教會教友及其學生，皆視她如慈母一般。韋廉臣和夫人只生有一個女兒，名叫麥琪。
韋廉臣在中国传教7年时间，研究中文，并且旅行。他的健康受到损害，于是在1858-1863年回到苏格兰修养。
1863年，韦廉臣代表苏格兰圣经会（National Bible Society of Scotland）回到中国，在山东烟台，并到处旅行（包括北京、蒙古和满洲），散发中文圣经。1866年，韋廉臣從煙臺乘船出發，在東北牛莊（今遼寧營口）登陸，再一路北上，先後到達雙城（今黑龍江雙城市）、阿什河（今阿城市）、三姓（今依蘭縣）等地宣教。
1867年，韦廉臣到达中国东北与朝鲜边境，“朝鲜的大门”，把基督教书籍卖给边境的朝鲜商人。韋廉臣到達黑龍江的具體時間是1868年5月，這是有史以來基督教進入黑龍江的最早記錄。
1869年8月，他的弟弟和助手James Williamson（伦敦会传教士）在天津附近被杀。同年他回到英国。
1871年，韦廉臣在英國期間寫作並出版了《華北、滿洲及東蒙旅行記》，被格拉斯哥大学授予法学博士头衔。
从1871年到1883年他回到烟台苏格兰圣经会，1874年他又同时加入苏格兰长老会。1876年《煙臺條約》簽訂後，韋廉臣以蘇格蘭聖經會傳教士身份，到濟南銷售聖書，因此成為第一位進入濟南的基督教傳教士。
1883年，他因为健康原因回到苏格兰。成立“Book and Tract Society for China”，1887年更名为同文书会（Society for Diffusion of Christian and General Knowledge among the Chinese），后来又更名广学会。
1886年，韦廉臣回到中国，驻在上海，妻子去世。

### 逝世
1890年5月7-20日，韋廉臣出席了在上海舉行的第二次在華傳教士大會。僅三個多月後，即於1890年8月28日，韋廉臣病歿於山東煙臺，享年61歲。韋廉臣與妻子合葬於煙臺毓璜頂西僑公墓。

## 墨海書館
墨海書館（The London Missionary Society Press）是由英國倫敦會傳教士麥都思於1843年在上海創辦的，是中國第一個編譯出版機構。該館最初任務是為教會出版聖經和福音書冊；自1850年起，墨海書館開始翻譯、出版和印刷西方的科技書籍，範圍涉及數學、幾何、物理、化學、天文、地理、動植物等各個領域，聲譽與影響日增，有些書籍甚至被引入日本，對日本的維新運動產生了積極的影響。墨海書館從1843年創辦到1863年停辦，歷20年之久。
韋廉臣於1856-57年間參加墨海書館的譯述工作，時間大約二年左右。

### 《植物學基礎》
韋廉臣與中國著名學者李善蘭合譯了英國植物學家林德利（John Lindly）所著的《植物學基礎》（Elements of Botany），以《植物學》為中文書名，於1859年由墨海書館出版。此書是近代中國最早的植物學譯著，比較系統地介紹了西方植物學知識，對中國近代植物學的形成和發展產生了一定的影響，許多專用名詞，如"植物學"、"科"等詞由此確立。《植物學》出版後，受到學術界的好評，被認為是了解西方植物學最好的入門書。中國植物學界認為此書面世之後，近代西方的普通生物學才算傳入中國。很多當代中國知識分子都讀過這本書。梁啟超說："動、植物學，推其本原可以考種類變之跡，究其致用，可以為農學畜牧之資，乃格致中最切近有用者也。《植物學》、《植物圖說》皆其精。"《植物學》出版後不久就被傳入日本，1875年，日本學者根據中譯本，轉譯為日文出版，隨即被日本植物界視為近代植物學史上的重要文獻。

### 《六合叢談》
《六合叢談》月刊是由墨海書館發行的綜合性雜誌，於1857年1月26日創刊，由偉烈亞力擔任主編。其內容包括科學、文學、新聞、宗教等大量科學知識，成為近代上海的第一份綜合性雜誌。
韋廉臣是《六合叢談》的撰稿人之一，曾撰寫多篇有關科學與基督教信仰的文章，因為韋廉臣來華後很快察覺到，單純直接地傳播基督教信仰很難得到中國人的認可與接受，所以他藉傳播科學的同時也傳播基督福音。比如在其連載於《六合叢談》上的《真道實證》裡，韋廉臣介紹了化學元素的概念及其組成定律，論述了有機物的結構。當時他所介紹的化學元素已達64種，意在說明上帝創造萬物的奇妙，從而使中國人相信上帝的存在。

## 益智書會
1877年5月，在華基督教傳教士在上海舉行了自基督教入華70年來的第一次宣教大會，在這次大會上，傳教士對教會辦學模式進行了熱烈的反思和探討，不論是屬於哪個宗派，在文化教育活動中，都感到面臨著共同的問題，其中最迫切的主要有學制的規範和教科書的編寫、新學譯名的確定等，這些都需要統一考慮。韋廉臣提議在上海成立一個常設機構，專門處理教科書編寫與出版事宜。於是，大會通過了同意韋廉臣的提議，成立了 School and Textbook Series Committee（直譯為"學校與教科書委員會"），中文名稱定為"益智書會"。委員會由7名傳教士組成，包括: 韋廉臣、丁韙良、狄考文和傅蘭雅等人。
在益智書會的初旨中，基督信仰的地位是高於科學的，傳播科學是為了傳福音，韋廉臣尤重這點。他曾明確指出："科學與上帝分離，將是中國的大災難"。如果實行分離，學生們"既不信仰上帝，又不相信聖賢和祖宗，"那將會使中國陷入崩潰，只有把基督教信仰和科學結合起來，才能夠拯救中國。
益智書會後來在編譯教科書的同時，也在統一科技術語方面做出很大的努力，包括數學術語、天文術語、機械術語、各恆星的名稱，以及科學地理和歷史的術語的統一；也包括聖經新舊約全書文理譯本所用的人名地名，以及道教和佛教的名詞和成語等。雖然所取得的成就有限，但畢竟為統一術語譯名的工作邁出了重要的一步。
益智書會所出版的各種教科書和科技譯著，對晚清社會和教育界的影響相當廣泛，這些書籍為中國人培養了自編教科書的能力有著不可忽視的作用。中國人自編新式教科書比益智書會晚了20多年，而且在許多方面是從益智書會中吸取了有益的成分。
在1890年舉行的全國基督教宣教大會上，決議將"益智書會"改組為"中華教育會"，將其影響擴大到教會之外，以囊括整個"中華教育"。韋廉臣提出以基督教信仰來吸引並塑造中國青年，他說："中國的希望寄托在青年人身上，未來的中國就在於他們如何把它建立。因此，我們的努力應當大部分著眼於他們。青年是我們的希望，如果我們失去他們，我們就失去一切。......如果我們忽略或是不把上帝的存在和屬性所顯示的神奇事實傳授給他們，感動他們的良知，淨化和提高他們的心靈，我們將失去一切。"

## 籌設「廣學會」
1883年，韋廉臣因為健康原因回到蘇格蘭。1884年他在英國組織成立了"中華聖教書會"（Book and Tract Society for China，後稱為"同文書會"（Society for Diffusion of Christian and General Knowledge among the Chinese，直譯為"在中國人當中傳播基督教及一般知識的會社"），又於1887年11月更名為"廣學會"（Christian Literature Society for China）。
關於廣學會建立的宗旨，韋廉臣在他起草的《同文書會發起書》中指出："本會的目的歸納起來可有兩條：一為供應比較高檔的書籍給中國更有才智的階層閱讀；二為供應附有彩色圖片的書籍給中國人家庭閱讀"。由此可見，韋廉臣創立廣學會，旨在出版適合中國文人學士和官員閱讀的高檔書籍，再藉由他們影響其家人和朋友，並最終影響到中國人民大眾，以達到中國接受基督教信仰和西方科學文化的目的。
韋廉臣用他在英國所募捐來的錢款購置印刷機器，在上海設廠印刷中文書籍。他聯絡了海關總稅務司赫德、林樂知和慕維廉等人，於1887年11月在上海創立了廣學會，此時離韋廉臣去世只有三年時間。會員主要是在華西方傳教士，會長由赫德擔任，韋廉臣為協理兼任書記，負責日常工作。事實上，他是廣學會的實際決策者。
廣學會在上海設立書刊發行中心，一方面通過各種關係和渠道，向中央和地方政府官員贈書；另一方面在中國各省會和主要城市設立代銷點售書，並且每逢各地舉行鄉試、省試、會試等科舉考試時，派人到考場外面送書；而且還不時以舉辦有獎徵文等手段來吸引士大夫階層。
韋廉臣執掌廣學會直到1890年8月因病去世，其繼任者英國傳教士李提摩太將廣學會進一步推向鼎盛時期。

### 《萬國公報》
《萬國公報》是廣學會的機關報，每個月出刊。《萬國公報》的前身是創辦於1868年9月的《教會新報》，主編是林樂知，初衷是為了聯絡教會和造就信徒，內容多註重在基督福音方面。從第三年開始，教會和教義內容大為減少，而世俗消息、科學技術方面的內容則明顯上升。1874年9月《教會新報》改名為《萬國公報》（Globe Magazine）；到1883年7月，《萬國公報》曾一度停刊。
廣學會創立之始，韋廉臣就想要創辦一份期刊，故於1889年2月，他和林樂知等人決定將《萬國公報》復刊，仍由林樂知擔任主編，此後《萬國公報》就成為廣學會的機關報，成為其喉舌和輿論陣地了。除主編林樂知外，韋廉臣、慕維廉、艾約瑟和花之安（Ernst Faber）等傳教士都分任有關職位，將《萬國公報》辦成一份向近代中國傳播西方學術和西方政治思想的重要雜誌。
韋廉臣一生著述頗豐，他的大部分作品都發表在《萬國公報》上，停刊前復刊後都有。即使在他去世以後，其很多遺稿還繼續被刊載在《萬國公報》上。

#### 《東洋載筆》(1874年)
《東洋載筆》發表於1874年《教會新報》。韋廉臣特別對日本的教育制度進行了介紹。日本過去在文化上一直受中國文化的深刻影響，它的教育制度也是基本上因襲中國的。到了19世紀60年代以後，日本明治政府在文化教育上銳意改革，在"文明開化"的口號下，"求知識於世界"，廢除以傳統儒學為中心的封建教育，建立起資本主義的教育制度，推行全民普及教育。韋廉臣曾兩次去過日本，親眼目睹了日本教育體制的轉變。回到中國後，記下了日本的見聞，集成為《東洋載筆》一書，發表於1874年《教會新報》上。這篇文章可能是近代中國最早描寫日本明治維新時期教育改革的文章。可惜被介紹到中國後，根本沒有引起國人的註意。

#### 《格物探原》(1874年-1876年)
《格物探原》連載於1874-1876年的《教會新報》和《萬國公報》上，主要介紹了天文、地理、地質、生物和人體構造等多方面的知識，並附有大量精美的圖片。韋廉臣將基督教神學與信仰融匯在科學知識中，以自然科學來說明上帝的全能與全智，以及基督教的優越性，整本書都貫穿著對上帝智慧的無限崇敬。他介紹科學知識就是為了向讀者展示上帝創造的精妙的萬物、上帝的仁愛之心，以及上帝的智慧與偉大。他把《格物探原》中所介紹的科學知識幾乎都最終歸因於上帝的安排，書中不少篇幅是直接的弘揚上帝，傳揚福音，規勸人們信奉上帝，並以聖經的標準勸人為善。總體來說，《格物探原》一書以基督信仰為體，以科學知識為用。格物，即是自然科學；探原，則將一切歸於上帝。該書獨特之處還在於，世俗之人可以將它作為科學書籍來閱讀，而基督徒也可以將它作為宗教書籍來閱讀。
歷數韋廉臣發表在《萬國公報》上的文章，其中影響最大的當數《格物探原》，最能代表韋廉臣傳播科學與傳播基督教信仰並重這一宗旨。1876年，上海美華書局出版了《格物探原》單行本；1889年，墨海書館又出版了六卷本的《格物探原》。該書發行量大而且廣，不僅在近代中國，而且在日本也受到相當的重視，曾在日本天皇特許下，一版再版此書。

#### 《治國要務論》
韋廉臣在《萬國公報》上對中國的教育非常關注，發表《治國要務論》一文，文中強調女子接受教育對國家發展的重要性。

## 著作
- “Natural Theology”
- “Journeys in North China”，1876